# 58364 Feierberg
58364 Feierberg è un asteroide della fascia principale. Scoperto nel 1995, presenta un'orbita caratterizzata da un semiasse maggiore pari a 2,5909748 UA e da un'eccentricità di 0,1420492, inclinata di 7,71886° rispetto all'eclittica.